# Huara kikkawa
Huara kikkawa is een spinnensoort uit de familie Desidae. De soort komt voor in Nieuw-Zeeland.